# Dag van de Uitvinders
De Dag van de Uitvinders wordt gevierd op 9 november, de verjaardag van de uitvindster en actrice Hedy Lamarr. 
De dag werd afgekondigd door de uitvinder en ondernemer Gerhard Muthenthaler van Berlijn. 
Volgens de website van organisatie streeft het de volgende doelstellingen na 
- Mensen aan te moedigen ideeën na te streven om dingen te verbeteren
- Herinnering van vergeten uitvinders
- Herinnering van grote uitvinders, die ons leven verbeterden